# 德斯特鲁-杜梅鲁
德斯特鲁-杜梅鲁是巴西米纳斯吉拉斯州的一个市镇。总面积142.455平方公里，总人口3198人，人口密度22.4人/平方公里。